# Hombre de ración y quitación
Se daba antiguamente en España el nombre de hombre de ración y quitación a los criados asalariados de casas distinguidas en las que se les mantenía y separadamente cobraban un tanto diaria, mensual o anualmente. Algunos también se sujetaban con soldada o sueldo fijo por trienios o quinquenios. 
La ración (del latín, rata, porción) era la porción, parte o pitanza que se daba al criado diariamente para su alimento individual o personal. La quitación (del hebreo, kiter, apartar, quitar para dar separadamente) era el sueldo o salario que se les pagaba para satisfacer ciertas necesidades de su vida y para que se proporcionase otras comodidades.